# Straniul paradis
Straniul paradis este un film românesc din 1995 regizat de Constantin Dicu. Rolurile principale au fost interpretate de actorii Emil Hossu, Victor Rebengiuc. Este bazat pe nuvela Strania domnișoară Ruth scrisă de Laurențiu Fulga.

## Distribuție
Distribuția filmului este alcătuită din:
- Emil Hossu
- Victor Rebengiuc
- Ileana Predescu
- Carmen Stimeriu
- Paul Chiribuță
- Petrică Popa
- Jean Roxin